# Крешимир Лончар
Крешимир Лончар (Сплит, СФРЈ 12. мај 1983) је бивши хрватски кошаркаш. Играо је на позицијама крилног центра и центра.

## Успеси

### Клупски
- Бенетон:
  - Првенство Италије (1): 2002/03.
  - Куп Италије (1): 2003.
  - Суперкуп Италије (1): 2002.

- Кијев:
  - Првенство Украјине (1): 2004/05.

- УНИКС Казањ:
  - Куп Русије (1): 2009.

- Химки:
  - Еврокуп (1): 2011/12.
  - ВТБ јунајтед лига (1): 2010/11.

- Алба Берлин:
  - Куп Немачке (1): 2016.

### Појединачни
- Најкориснији играч финала Купа Русије (1) : 2009.

### Репрезентативни
- Европско првенство до 18 година:  2000.
- Светско првенство до 21 године:  2001.